# Aema buin 2
Aema buin 2 (en coreano, 애마부인 2) es una película de drama romántico erótico surcoreana de 1984 dirigida por Jeong In-yeob.

## Gráfico
Aema y su esposo Hyeon-woo, de Aema buin (1982) ahora se han divorciado. Mientras está de vacaciones en la isla de Jeju, Aema contempla sus aventuras amorosas actuales con un joven empresario, jae-ha y sang-yeon, que es menor de edad de su ex marido y colecciona mariposas en Jeju, y regresa con su marido, que ahora vive con otra mujer. Al sentirse sola, aema monta a caballo en el desierto y se besa con sang-yeon en una tienda de campaña. Resolviendo independizarse, Aema declara que el amor y el matrimonio son cosas separadas.

## Reparto
- Oh Su-bi como Madame Aema[1]
- Ha Jae-young como Dong-yeob
- Sin Il-ryong como Sang-yeon
- Choe Yun-seok como Hyeon-woo
- Kim Ae Kyung como Erika
- Bang Hee como Hye-ryeon
- Hyeon Ji-hye como Ji-hee